# Тейбер (муніципальний район)
Тейбер (англ. Taber) — муніципальний район в Канаді, у провінції Альберта.

## Населення
За даними перепису 2016 року, муніципальний район нараховував 7098 жителів, показавши зростання на 3,6%, порівняно з 2011-м роком. Середня густина населення становила 1,7 осіб/км².
З офіційних мов обидвома одночасно володіли 50 жителів, тільки англійською — 6 640, тільки французькою — 5, а 400 — жодною з них. Усього 3,615 осіб вважали рідною мовою не одну з офіційних, з них 5 — одну з корінних мов, а 5 — українську.
Працездатне населення становило 67,5% усього населення, рівень безробіття — 4,5% (4,4% серед чоловіків та 5% серед жінок). 69,8% були найманими працівниками, 29,5% — самозайнятими.
Середній дохід на особу становив $43 747 (медіана $32 825), при цьому для чоловіків — $56 072, а для жінок $29 813 (медіани — $43 277 та $21 109 відповідно).
25,2% мешканців мали закінчену шкільну освіту, не мали закінченої шкільної освіти — 47%, 27,7% мали післяшкільну освіту, з яких 26,3% мали диплом бакалавра, або вищий.
| Статево-вікова структура населення | Статево-вікова структура населення | Статево-вікова структура населення | Статево-вікова структура населення | Статево-вікова структура населення |
| ---------------------------------- | ---------------------------------- | ---------------------------------- | ---------------------------------- | ---------------------------------- |
|                                    |                                    |                                    |                                    |                                    |
| Всього                             | Всього                             | 51,5%48,5%                         |                                    |                                    |
| 0 — 14 років                       | 0 — 14 років                       |                                    | 31,5%                              | 31,5%                              |
| 15 — 64 років                      | 15 — 64 років                      |                                    | 59,9%                              | 59,9%                              |
| 65 і більше                        | 65 і більше                        |                                    | 8,6%                               | 8,6%                               |
| 85 і більше                        | 85 і більше                        |                                    | 0,6%                               | 0,6%                               |
| Середній вік (років)               | Середній вік (років)               | 31,930,9                           | 31,4                               | 31,4                               |
| Медіана (років)                    | Медіана (років)                    | 28,027,3                           | 27,6                               | 27,6                               |
| — чоловіки — жінки                 |                                    |                                    |                                    |                                    |

| Походження мешканців:     | Походження мешканців:     | Походження мешканців: | Походження мешканців: | Походження мешканців: |
| ------------------------- | ------------------------- | --------------------- | --------------------- | --------------------- |
| Походження                |                           |                       | осіб                  | %                     |
| Корінні американці        | Корінні американці        |                       | 50                    | 0.77%                 |
| Інше північноамериканське | Інше північноамериканське |                       | 1 245                 | 19.18%                |
| Європейське               | Європейське               |                       | 5 485                 | 84.51%                |
| британське                | британське                |                       | 1 345                 | 20.72%                |
| французьке                | французьке                |                       | 170                   | 2.62%                 |
| українське                | українське                |                       | 160                   | 2.47%                 |
| Латинськоамериканське     | Латинськоамериканське     |                       | 530                   | 8.17%                 |
| Африканське               | Африканське               |                       | 15                    | 0.23%                 |
| Азійське                  | Азійське                  |                       | 195                   | 3%                    |
| Океанійське               | Океанійське               |                       | 15                    | 0.23%                 |

| Зайнятість населення за галузями (за класифікацією NOC): | Зайнятість населення за галузями (за класифікацією NOC): | Зайнятість населення за галузями (за класифікацією NOC): | Зайнятість населення за галузями (за класифікацією NOC): | Зайнятість населення за галузями (за класифікацією NOC): |
| -------------------------------------------------------- | -------------------------------------------------------- | -------------------------------------------------------- | -------------------------------------------------------- | -------------------------------------------------------- |
|                                                          |                                                          |                                                          |                                                          |                                                          |
| Управління                                               | Управління                                               |                                                          | 21,7%                                                    | 21,7%                                                    |
| Бізнес, фінанси та адміністрування                       | Бізнес, фінанси та адміністрування                       |                                                          | 10,5%                                                    | 10,5%                                                    |
| Природничі та прикладні науки                            | Природничі та прикладні науки                            |                                                          | 2%                                                       | 2%                                                       |
| Охорона здоров'я                                         | Охорона здоров'я                                         |                                                          | 3,5%                                                     | 3,5%                                                     |
| Освіта, правозахист, муніципальні та урядові служби      | Освіта, правозахист, муніципальні та урядові служби      |                                                          | 5,3%                                                     | 5,3%                                                     |
| Мистецтво, культура, відпочинок та спорт                 | Мистецтво, культура, відпочинок та спорт                 |                                                          | 0,7%                                                     | 0,7%                                                     |
| Роздрібна торгівля та послуги                            | Роздрібна торгівля та послуги                            |                                                          | 13%                                                      | 13%                                                      |
| Гуртова торгівля, транспорт та обладнання                | Гуртова торгівля, транспорт та обладнання                |                                                          | 18%                                                      | 18%                                                      |
| Природні ресурси, сільське господарство                  | Природні ресурси, сільське господарство                  |                                                          | 20,9%                                                    | 20,9%                                                    |
| Виробництво                                              | Виробництво                                              |                                                          | 4,5%                                                     | 4,5%                                                     |

## Населені пункти
До складу муніципального району входять містечка Тейбер, Воксгол, село Барнвелл, а також хутори, інші малі населені пункти та розосереджені поселення.

## Клімат
Середня річна температура становить 6°C, середня максимальна – 24,1°C, а середня мінімальна – -14,9°C. Середня річна кількість опадів – 371 мм.
| Клімат поселення                              | Клімат поселення | Клімат поселення | Клімат поселення | Клімат поселення | Клімат поселення | Клімат поселення | Клімат поселення | Клімат поселення | Клімат поселення | Клімат поселення | Клімат поселення | Клімат поселення | Клімат поселення |
| Показник                                      | Січ.             | Лют.             | Бер.             | Квіт.            | Трав.            | Черв.            | Лип.             | Серп.            | Вер.             | Жовт.            | Лист.            | Груд.            |                  |
| Середній максимум, °C                         | −1,2             | 2,24             | 7,09             | 13,40            | 18,90            | 22,98            | 24,12            | 23,84            | 18,71            | 13,30            | 5,07             | −0,21            |                  |
| Середня температура, °C                       | −8               | −4,6             | 0,22             | 6,51             | 12,09            | 16,13            | 18,28            | 18,01            | 12,90            | 7,50             | −0,79            | −6,03            |                  |
| Середній мінімум, °C                          | −14,9            | −11,44           | −6,61            | −0,32            | 5,20             | 9,28             | 12,46            | 12,18            | 7,10             | 1,60             | −6,6             | −11,87           |                  |
| Норма опадів, мм                              | 20               | 14               | 23               | 33               | 45               | 70               | 34               | 40               | 38               | 17               | 17               | 20               |                  |
| Середньомісячна швидкість вітру, м/с          | 4.74             | 4.50             | 4.80             | 4.80             | 4.60             | 4.20             | 3.70             | 3.70             | 4.00             | 4.70             | 4.90             | 4.80             |                  |
| Середньомісячна сонячна радіація, кДж/м²·день | 4526             | 8082             | 13134            | 17453            | 21083            | 22381            | 23800            | 20359            | 14522            | 8944             | 4908             | 3616             |                  |
| --------------------------------------------- | ---------------- | ---------------- | ---------------- | ---------------- | ---------------- | ---------------- | ---------------- | ---------------- | ---------------- | ---------------- | ---------------- | ---------------- | ---------------- |
| Джерело:                                      |                  |                  |                  |                  |                  |                  |                  |                  |                  |                  |                  |                  |                  |